# Liste der Friedhöfe in Bremerhaven
Die Liste der Friedhöfe in Bremerhaven verzeichnet alle Friedhöfe in der Stadt Bremerhaven, sortiert von Norden nach Süden.

## Friedhöfe, die noch belegt werden
| Friedhof Eröffnung                      | Stadtteil, Ortsteil Lage                | Konfession Größe                        | Besonderheiten, Gräber |
| --------------------------------------- | --------------------------------------- | --------------------------------------- | --- |
| Jüdischer Friedhof vor 1768             | Lehe / Schierholz Kreuzburger Str. Lage | jüdisch                                 | Seit 2014 nicht mehr belegt |
| Friedhof Spadener Höhe 1964             | Lehe / Schierholz Hultschiner Str. Lage | städtisch 14,3 ha                       | Krematorium (seit 1990) seit 2014 ist der jüdische Friedhof ein Teil des städtischen Friedhofs |
| Friedhof Lehe I 1827                    | Lehe / Klushof Friedhofstraße Lage      | städtisch (?)                           | drei große Grüfte, besondere Grabstätten und Persönlichkeiten: Wilhelm Gerber (Grabmonument in Form eines Wehrturms), Melchior Schwoon (Unternehmer, 1809), Georg Wilhelm Claussen; heute finden Bestattungen nur mit Sondergenehmigungen statt. |
| Friedhof Lehe II 1850                   | Lehe / Klushof Apenrader Str. Lage      | städtisch (?)                           | eine große Gruft, besondere Grabstätten und Persönlichkeiten: Gruft Familie von Glan, darunter Bernhard von Glahn, Jacobus Johannes van Ronzelen; heute finden Bestattungen nur mit Sondergenehmigungen statt. |
| Friedhof Lehe III 1878                  | Lehe / Buschkämpen Dwarsweg Lage        | städtisch 13,5 ha                       | Kapelle, Mausoleum Carl Lange, Mausoleum Rahusen von um 1885, eine große Gruft. Besondere Grabstätten und Persönlichkeiten: Max Rindfleisch, Johann Friedrich Krudewolf, Werner Steinmeier; Familiengruft Timmermann |
| Geestemünder Friedhof 1859              | Geestemünde / Feldstraße Lage           | kirchlich                               | Denkmalgeschützte Kapelle (1930) |
| Bremerhavener Friedhof in Wulsdorf 1871 | Wulsdorf / Dreibergen Lage              | 9,3 ha                                  | eine Kapelle inkl. des ehem. Krematoriums (bis 1990), ein Mausoleum, eine große Gruft. Die Planung der Anlage erfolgte unter Wilhelm Benque, die Kapelle entstand 1887 von Louis Löschner (Senior). Besondere Grabstätten und Persönlichkeiten: Mausoleum Heinrich Ahlers, Familiengruft Sprickerhoff, Grabanlage Familie Seedorff, Familie Eide Siebs, Friedrich Busse, Wilhelm Schuchmann, Peter Rickmers, Hinrich Schmalfeldt, Waldemar Becké, Grabmal für die Opfer der Thomas-Katastrophe, Ehrenmal für die Gefallenen des Ersten Weltkrieges in |
| Friedhof Alt-Wulsdorf 1865              | Wulsdorf / Kreuzackerstr. Lage          | evangelisch, Dionysiuskirche (Wulsdorf) | |

## Angrenzende Friedhöfe außerhalb der Stadtgrenzen
Manche Bestattungen der Bremerhavener Gemeinden Weddewarden, Schiffdorferdamm und Surheide finden nicht auf den innerstädtischen Friedhöfen, sondern auf folgenden Friedhöfen im Landkreis Cuxhaven statt:
| Friedhof                   | Gemeinde Lage                     | Konfession | Hinweise |
| -------------------------- | --------------------------------- | ---------- | --- |
| Friedhof Imsum/Weddewarden | Imsum Lage                        | kirchlich  | Inmitten des kleinen Friedhofs steht der Ochsenturm (Imsum), der Rest einer alten Kirche. Grab von Gottfried Hilgerdenaar. |
| Friedhof Schiffdorf        | Schiffdorf, Sellstedter Str. Lage | kirchlich  | Bei den Bremerhavener Stadtteilen Schiffdorferdamm und Surheide                                                            |

## Ehemalige Friedhöfe
- Ehemaliger Friedhof an der Dionysiuskirche in Lehe. Heute befindet sich nur noch ein erhaltener Grabstein an der Südseite der Kirche. Lage
- Klushof. bis 1826 Armen-, Seuchen- und Fremdenfriedhof um die schon 1625 durch Sturm zerstörte Heilig-Kreuz-Kapelle, die sogen. Klus, in Lehe. Von 1826 bis 1828 als allgemeiner Leher Interims-Friedhof genutzt. 1883 verkauft und für Bauplätze parzelliert.[1]
- Ehemaliger Friedhof um die Marienkirche Geestemünde. Heute sind keine Grabsteine mehr erhalten. Ältere Gemälde zeigen einen Friedhof um die Kirche. Lage
- Ehemaliger Friedhof an der Dionysiuskirche Wulsdorf (ältester Kirchenbau in Bremerhaven, als erste Holzkirche schon aus dem 9. Jahrhundert nachgewiesen). Entlang der südlichen Außenwand der Kirche und in Glockenhaus finden sich alte Grabsteine, als älteste die Grabplatte des Kirchherrn Christian von Düring von 1466. Lage